# Трубецкая, Анна Андреевна
Графиня Анна Андреевна Гудович (в замужестве княгиня Трубецкая, 1818 — 1882) —  фрейлина двора, супруга князя-католика Н. И. Трубецкого, в честь которой он основал и назвал усадьбу Аннино. Знакомая А. С. Пушкина, И. С. Тургенева и Л. Н. Толстого.

## Биография
Дочь генерал-майора Андрея Ивановича Гудовича (1782—1867) от брака с польской красавицей Екатериной Правдич-Залесской (1781—1847). Получила хорошее домашнее воспитание и с юности придерживалась либеральных политических взглядов. Будучи фрейлиной двора, 12 ноября 1837 года вышла замуж за князя Николая Ивановича Трубецкого (1807—1874). Венчание было в Москве в церкви Николая Чудотворца, что в Хлынове. Одна из современниц писала по этому поводу: 

Есть несколько интересных свадеб, к примеру, графиня Анна Гудович выходит за князя Николая Трубецкого, брата Мансуровой... это очень красивый молодой человек, ума довольно посредственного, но славный малый и к тому же владелец пяти или шести тысяч крестьян.
Почти сразу после свадьбы Анна Андреевна заболела необъяснимой слабостью ног, что вынудило Трубецких уехать в Европу для лечения. Сначала они проживали в Бельгии, а после рождения дочери переехали во Францию. В Париже они поселились в роскошном четырехэтажном особняке на улице Клиши, где по воскресеньям устраивали музыкальные вечера и покровительствовали многим музыкантом и литераторам. Салон Трубецких посещали Л. Н. Толстой, А. Н. Островский, Полина Виардо и И. С. Тургенев, последний  состоял с княгиней в переписке. В 1856 году Трубецкие купили загородное шато (имение) Бельфонтен близ Фонтенбло и стали жить там постоянно.

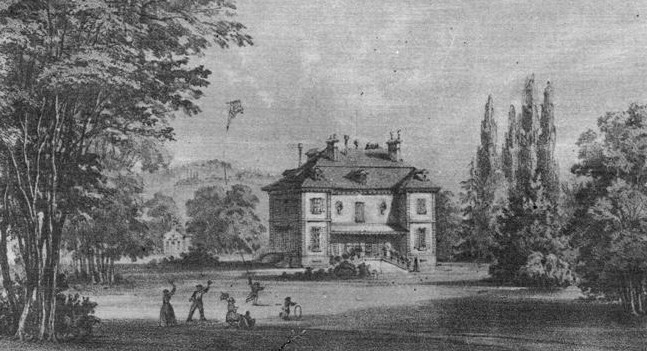
Имение Бельфонтен (1850)

В Бельфонтене они вели роскошный образ жизни (их домашняя прислуга насчитывала 41 человек) и отличались большой щедростью. Вместе с мужем княгиня помогала бедным и жертвовала крупные суммы на благоустройство леса Фонтенбло. В благодарность за их вклад архитектор Денекур назвал в честь Трубецких лесную долину «La Vallée Troubetzkoï» («Долина Трубецких») и окрестил большую природную пещеру, в которой княгиня любила отдыхать «la grotte de la Princesse» («Княгининым гротом»).
Княгиня Трубецкая так и не смогла поправиться от своей настоящей или вымышленной болезни. Правда, некоторые полагали, что она могла ходить, когда ей было нужно, но из-за преувеличенного внимания к собственной персоне предпочитала вести лежачий образ жизни и довольно редко покидала свою комнату. Современники находили её «доброй и милой женщиной, хотя и несколько эксцентрической»,  при этом  «больше начитанной, чем умной». В противоположность мужу, перешедшего в 1843 году в католицизм, она решительно ни во что не верила, была склонна к атеизму и любила афишировать свое свободомыслие.

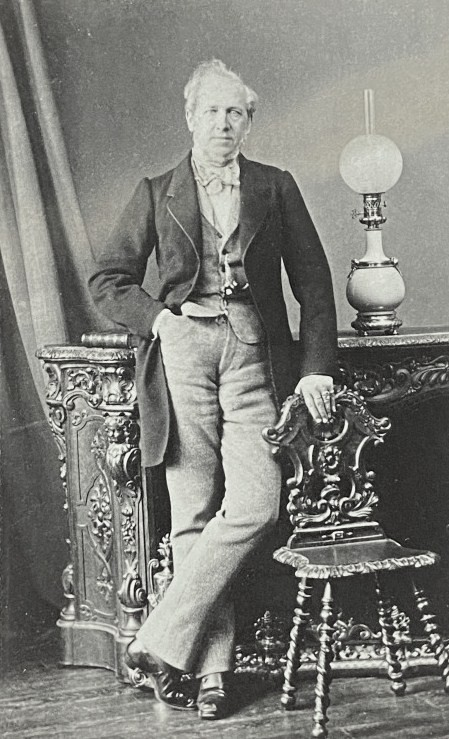
Николай Трубецкой

По свидетельству Е. М. Феоктистова, в доме Трубецких собиралось самое разношерстное общество, от французских иезуитов и крайних ультрамонтанов до людей с революционным прошлым. Княгиня любила устраивать модные спиритические сеансы Хьюма, которые рассматривала в качестве приключения и развлечения. Про мужа она говорила: «У него золотое сердце, но он — идиот», князь же мог сказать о жене: «Я обожаю её, хоть она и сумасшедшая». Вообще, Трубецкие были необычной, но любящей супружеской парой, но их расточительная жизнь привела к потере большей части их состояния. Весной 1864 году Тургенев писал Виардо: 

«Похоже, что крах полный — продают все, мебель, серебро — князь в отчаянии, княгиня обнаруживает большое самообладание... Видел её улыбающуюся и веселую и чувствующую себя лучше, посреди всех бедствий она с тем же интересом говорит о вещах поэтико-философских... Князь же точь-в-точь как Микобер, то сияет, то впадает в отчаяние.
Трубецким материально помог граф Гудович. Последние годы жизни Анны Андреевны были омрачены смертью мужа (1874) и дочери (1875). Потеря близких так на неё подействовала, что она отступилась от своих принципов. Стала причащаться, установила пожизненную мессу в память о почившем супруге и приняла решение провести свои похороны по православному обряду. Душевную и финансовую поддержку ей оказывал её зять — князь Орлов и часто навещал княгиню в Бельфонтене (который он унаследовал после её кончины). Умерла от бронхита 25 июня 1882 года и была похоронена рядом с мужем и дочерью на кладбище в Samois-sur-Seine.
В браке имела сына и дочь:
- Андрей (01.11.1838[10]— ?), крещен 12 ноября 1838 года в церкви Иоанна Богослова на Бронной при восприемстве князя С. М. Голицына и бабушки графини Е. Н. Гудович.
- Екатерина (1840—1875), с 1858 года замужем за дипломатом князем Николаем Алексеевичем Орловым (1827—1885), их сыновья  Алексей (1867—1916; генерал) и Владимир (1868—1927).